# Ville Räikkönen
Ville Antti Räikkönen (ur. 14 lutego 1972 w Tuusuli) – fiński biathlonista, brązowy medalista igrzysk olimpijskich i mistrzostw Europy.

## Kariera
Pierwszy sukces osiągnął w 1994 roku, zdobywając brązowy medal w sprincie podczas mistrzostw świata juniorów w Canmore. Wkrótce zadebiutował w Pucharze Świata, zajmując 16 stycznia 1993 roku w Val Ridanna 75. miejsce w sprincie. Pierwsze punkty wywalczył 23 stycznia 1993 roku w Anterselvie, zajmując 16. miejsce w tej samej konkurencji. Na podium zawodów tego cyklu jedyny raz stanął 18 lutego 1998 roku w Nagano, kończąc rywalizację w sprincie na drugiej pozycji. Najlepsze wyniki osiągał w sezonach 1994/1995 i 1997/1998, kiedy zajmował 22. miejsce w klasyfikacji generalnej.
Największy sukces w karierze osiągnął podczas igrzysk olimpijskich w Nagano w 1998 roku, gdzie zajął trzecie miejsce w sprincie. W zawodach tych wyprzedzili go tylko dwaj Norwegowie: Ole Einar Bjørndalen i Frode Andresen. Na tej samej imprezie zajął też 27. miejsce w biegu indywidualnym i ósme w sztafecie. Na rozgrywanych cztery lata później igrzyskach w Salt Lake City zajął 67. miejsce w biegu indywidualnym i dwunaste w sztafecie. Był też między innymi czwarty w biegu drużynowym oraz piąty w biegu pościgowym podczas mistrzostw świata w Hochfilzen/Pokljuce w 1998 roku, a także piąty w sztafecie na mistrzostwach świata w Pokljuce w 2001 roku. Ponadto na mistrzostwach Europy w Kontiolahti w 1994 roku wywalczył brązowy medal w biegu indywidualnym.

## Osiągnięcia

### Igrzyska olimpijskie
| Rok  | Miejscowość    | Konkurencje | Konkurencje | Konkurencje | Konkurencje | Konkurencje | Konkurencje | Konkurencje |
| Rok  | Miejscowość    | IN          | SP          | PU          | MS          | RL          | MR          | SR          |
| ---- | -------------- | ----------- | ----------- | ----------- | ----------- | ----------- | ----------- | ----------- |
| 1998 | Nagano         | 27.         | 3.          | nd.         | nd.         | 8.          | nd.         | –           |
| 2002 | Salt Lake City | 67.         | –           | –           | nd.         | 12.         | nd.         | –           |

### Mistrzostwa świata
| Rok  | Miejscowość      | Konkurencje | Konkurencje | Konkurencje | Konkurencje | Konkurencje | Konkurencje | Konkurencje |
| Rok  | Miejscowość      | IN          | SP          | PU          | MS          | RL          | MR          | SR          |
| ---- | ---------------- | ----------- | ----------- | ----------- | ----------- | ----------- | ----------- | ----------- |
| 1993 | Borowec          | 25.         | –           | nd.         | nd.         | 15.         | nd.         | –           |
| 1995 | Anterselva       | 57.         | 36.         | nd.         | nd.         | 10.         | nd.         | –           |
| 1996 | Ruhpolding       | 13.         | 17.         | nd.         | nd.         | 6.          | nd.         | –           |
| 1997 | Osrblie          | 7.          | 8.          | 8.          | nd.         | 7.          | nd.         | –           |
| 1998 | Pokljuka         | nd.         | nd.         | 5.          | nd.         | nd.         | nd.         | –           |
| 1999 | Kontiolahti/Oslo | 26.         | 36.         | 20.         | 16.         | 6.          | nd.         | –           |
| 2000 | Oslo             | 64.         | 48.         | 26.         | –           | 15.         | nd.         | –           |
| 2001 | Pokljuka         | 9.          | 60.         | 52.         | –           | 5.          | nd.         | –           |

### Puchar Świata

#### Miejsca w klasyfikacji generalnej
| Sezon     | Miejsce |
| --------- | ------- |
| 1992/1993 | 58.     |
| 1993/1994 | -       |
| 1994/1995 | 22.     |
| 1995/1996 | 24.     |
| 1996/1997 | 28.     |
| 1997/1998 | 22.     |
| 1998/1999 | 33.     |
| 1999/2000 | 44.     |
| 2000/2001 | 44.     |
| 2001/2002 | 64.     |

#### Miejsca na podium chronologicznie
| Lp. | Dzień     | Rok  | Miejscowość | Konkurencja     | Lokata | Pudła | Czas biegu | Strata  | Zwycięzca            |
| --- | --------- | ---- | ----------- | --------------- | ------ | ----- | ---------- | ------- | -------------------- |
| 1.  | 18 lutego | 1998 | Nagano      | Sprint na 10 km | 3.     | 0+1   | 27:16,2    | +1:05,5 | Ole Einar Bjørndalen |